# Arrastão (pesca)

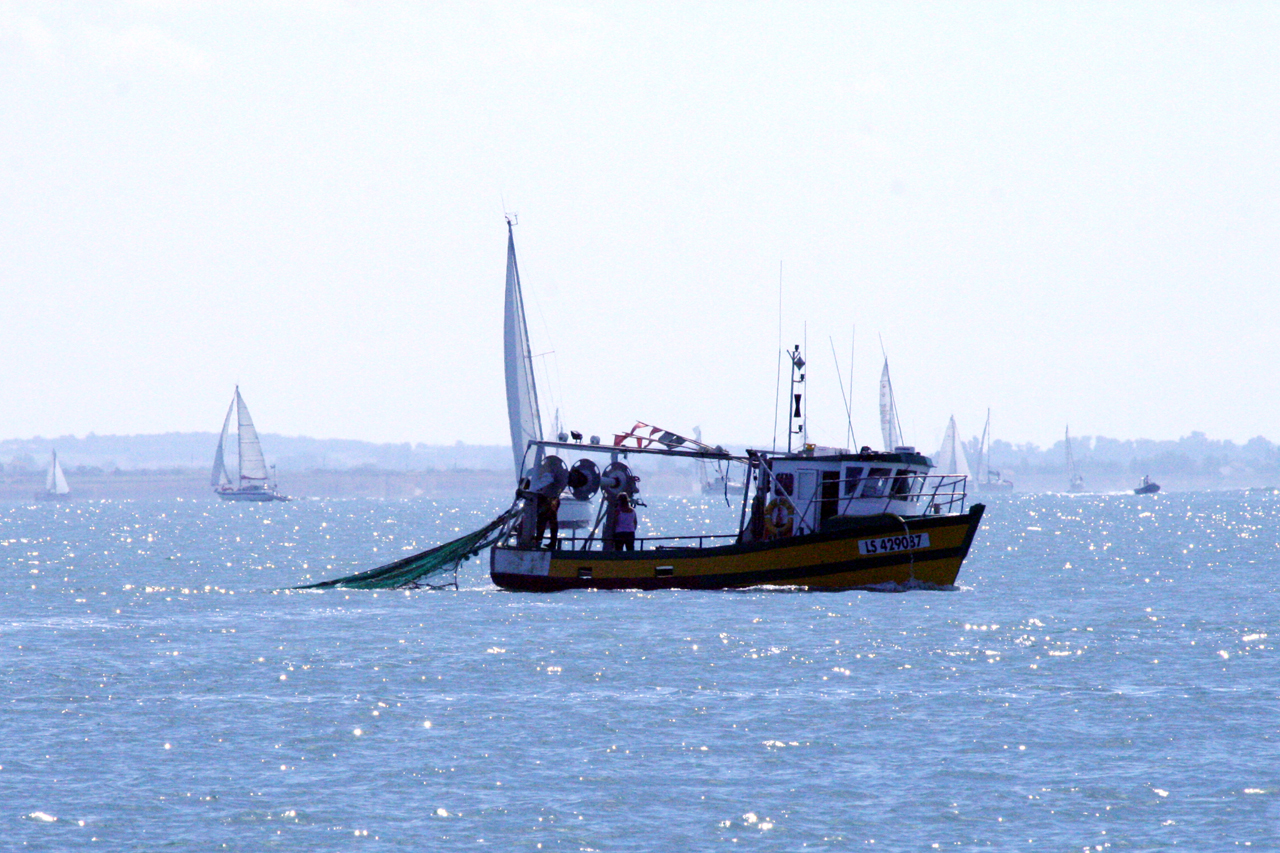
Barco de pesca içando uma rede de arrasto

Um arrastão é um barco de pesca que opera redes de arrasto, ou seja, redes em forma de saco que são puxadas a uma velocidade que permite que os peixes, crustáceos ou outro tipo de pescado sejam retidos dentro da rede.

## Descrição
Os arrastões podem ser relativamente pequenos, barcos de 6 a 8 metros de comprimento, podem operar em parelha, ou seja, dois barcos puxando a mesma rede, mas podem igualmente ser grandes barcos-fábrica, por vezes operando 2 ou mais redes ao mesmo tempo. O equipamento principal para esta atividade é um ou dois guinchos que enrolam e desenrolam os cabos das portas. Os arrastões industriais podem ter longas hastes metálicas chamadas plumas, cujas pontas, abertas para os lados do navio, seguram os cabos de 2 ou mais redes, além de poderem operar como barcos-fábrica.
Existem dois tipos básicos de operação das redes de arrasto: pela borda e pela popa. O arrasto pela borda exige apenas uma colocação de roldanas no convés para a ligação dos cabos com os guinchos, mas no arrasto de popa, esta parte do navio tem que estar modificada para a fácil entrada e saída da rede; nos arrastões maiores, a popa pode estar transformada numa rampa.
As redes de arrasto podem ser de fundo ou de meia-água; nesta última, a quantidade de pesos e flutuadores é regulada para manter a rede à profundidade pretendida. Estas redes são usadas para capturar peixes pelágicos, como os carapaus ou sardinhas e, nos barcos mais modernos, são equipadas com sondas para detectar os cardumes e permitir acertar a altura da rede.
A pesca de arrasto (pesca efetuada pelos arrastões) é alvo de legislação rígida em muitos países devido a ser uma ameaça para a conservação das espécies piscícolas, dado que o seu uso desregrado pode conduzir à extinção de várias espécies de peixes e crustáceos (mediante, por exemplo, o uso de malhas excessivamente finas, o que impede que os peixes juvenis possam escapar à captura).